# テレサ・サルダナ
テレサ・サルダナ（Theresa Saldana、1954年8月20日 - 2016年6月6日）はアメリカ合衆国の女優。ニューヨーク州ニューヨーク市ブルックリン出身。

## 経歴
スペイン系で郵便局員の父とイタリア系の母との間に生れる。13歳でアマチュア劇団に入り、その後オフ・ブロードウェイの舞台で活躍し、歌も歌える。テレビ・シリーズ「刑事コジャック」でユニヴァーサルのプロデューサーに認められ、「Nunzio」で映画にデビューした。1982年ハリウッドの通りで精神異常者にナイフで刺されるという事件を体験し、この事件をもとにしたテレビ映画「Victims for Victims:Theresa Saldana Story」で自分の役を演じた。
2016年6月6日11時43分に肺炎の為、入院先のシダーズ＝シナイ医療センターで死亡。

## 主な出演作品

### 映画
- 抱きしめたい I Wanna Hold Your Hand (1978)
- 悪魔のファミリー Home Movies (1979)
- 摩天楼ブルース Defiance (1980)
- 美女誕生/ソフィア・ローレン Sophia Loren: Her Own Story (1980) テレビ映画
- レイジング・ブル Raging Bull (1980)
- 地獄で眠れ The Evil That Men Do (1984)
- 女優テレサの告白 Victims for Victims: The Theresa Saldana Story (1984) テレビ映画
- ミッドナイトをぶっとばせ! The Night Before (1988)
- ダブル・リベンジ/地獄の標的 Double Revenge (1988)
- 仁義なき闘いインL.A ./エンジェル・タウン Angel Town (1990)
- タイムクラッシュ・超時空カタストロフ The Time Shifters (1999) テレビ映画
- 走れ!おしゃべり馬 ひみつの必勝作戦 Ready to Run (2000) テレビ映画

### テレビドラマ
- オール・マイ・チルドレン All My Children (1970)
- パトカーアダム30 T.J. Hooker (1983)
- アメリカン・プレイハウス American Playhouse (1983)
- トワイライト・ゾーン The Twilight Zone (1985)
- 女刑事キャグニー&レイシー Cagney & Lacey (1985)
- マトロック Matlock (1986)
- フロム・ザ・ダークサイド Tales from the Darkside (1986)
- サンタ・バーバラ Santa Barbara (1987)
- ハイウェイマン The Highwayman (1987)
- ファルコン・クレスト Falcon Crest (1988)
- 冒険野郎マクガイバー MacGyver (1990)
- ザ・コミッシュ The Commish (1991-1996)
- キャプテン・プラネット Captain Planet and the Planeteers (1994) テレビアニメ、声の出演
- ロー&オーダー Law & Order (1995) クレジットなし
- Dr.マーク・スローン Diagnosis Murder (1997)
- L.A.大捜査線 マーシャル・ロー Martial Law (1998)
- バットマン・ザ・フューチャー Batman Beyond (2001) テレビアニメ、声の出演